# NGC 289
NGC 289是一個在天球上位於玉夫座的螺旋星系。編輯NGC天體表的約翰·路易·埃米爾·德雷耳標註該星系「位於兩顆明顯明亮許多的恆星之間，相當明亮、巨大且延伸範圍很廣」。天文學家約翰·赫歇爾於1834年9月27日發現NGC 289。